# 南宁市第八中学
南宁市第八中学，简称南宁八中，是广西南宁的一所全日制完全中学。学校分为两个校区：高中部的相思湖校区和初中部的明秀校区。学校创建于1958年，是广西壮族自治区首批示范性高中。